# Фотон-М

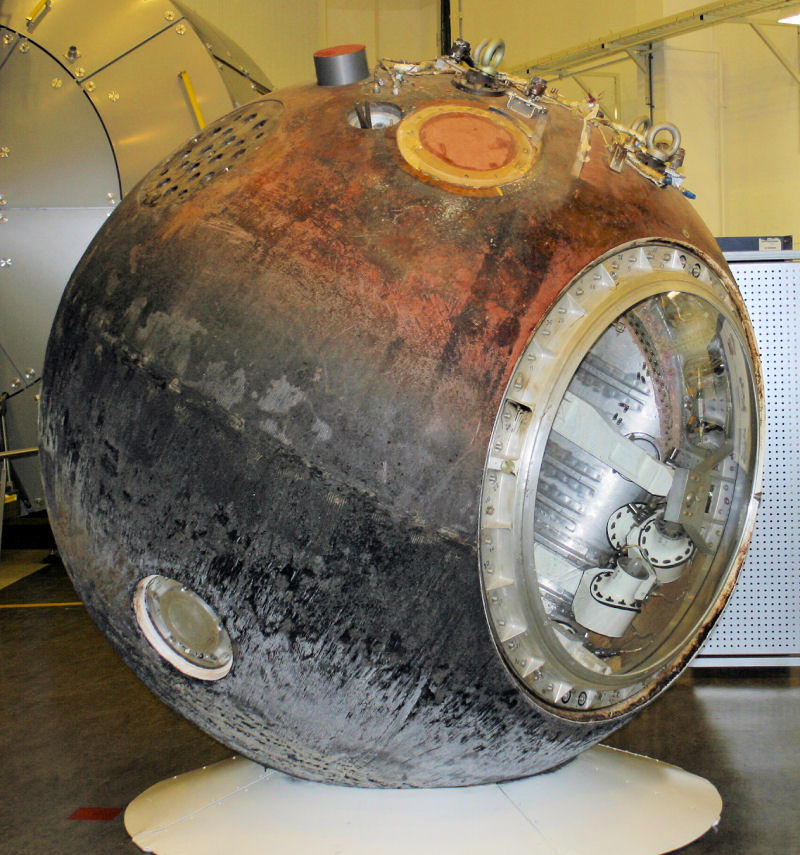
Фотон-12. Спускний модуль

Фотон-М — радянський/російський космічний апарат призначений для проведення технологічних і наукових експериментів, виробництва матеріалів і біотехнологічних препаратів на користь різних галузей промисловості і науки. 

## Історія створення
Роботи зі створення спеціалізованого космічного апарата КА "Фотон" були розпочаті в ЦСКБ-Прогрес в 1983 році в Самарі.
З 1985 року здійснено 12 успішних запусків космічного апарата "Фотон". Виконано велика програма досліджень в галузі отримання напівпровідникових і оптичних матеріалів; біотехнології; клітинної біології; молекулярних структур; вирощування кристалів; фізики рідини; визначення рівня мікроуприскорень; впливу факторів навколоземного космічного простору (вакуум, радіація і т.д.) на зразки, що повертаються на Землю; дії атмосфери Землі на зразки при спуску на Землю. 
В даний час експлуатується модернізований космічний апарат "Фотон-М", який відрізняється від космічного апарата "Фотон" збільшеним удвічі середньодобовим енергоспоживанням наукової апаратури, значно розширеними, за рахунок істотних доробок бортового комплексу управління, сервісними можливостями космічного апарата, пов'язаними з управлінням і контролем бортовий та наукової апаратури. Допрацьована система терморегулювання: введено рідинний контур для відведення тепла від наукової апаратури, зовні космічного апарата на верхньому конусі приладового відсіку встановлений додатковий радіатор. 
Для запуску штатно використовували носій розробки ЦСКБ-Прогрес Союз
Після виведення на робочу орбіту космічний апарат орієнтується в орбітальній системі координат. Потім система управління рухом вимикається і космічний апарат здійснює неорієнтовані політ, протягом якого виконується програма наукових експериментів. Після її виконання здійснюється орієнтація космічного апарата і спуск спускного апарата в заданий полігон посадки. 

## Сфера застосування
На космічному апараті "Фотон-М" проводяться дослідження з наступних напрямків: 
- дослідження фізико-технічних основ космічної технології і космічного виробництва;
- відпрацювання технологічних процесів;
- експериментальне отримання матеріалів і речовин в умовах космічного польоту;
- проведення біотехнологічних експериментів;
- відпрацювання технологічних установок.

Космічний апарат "Фотон-М" призначений для проведення експериментів у галузі космічних технологій, виробництва матеріалів і біологічних препаратів на користь різних галузей промисловості і науки.
Федеральна космічна програма Росії передбачає запуск не менш трьох наукових супутників «Фотон-М» до 2020 року.
В даний час розробляється модернізований КА "Фотон-М" на базі КА "Біон-М".